# Ménestor
Ménestor (en grec ancien Μενέστωρ) est un agronome antique pythagoricien.

## Notice historique
Originaire de Sybaris selon Jamblique et l’un des fondateurs de la botanique, il suit la tendance spéculative et aurait été de la génération des « pythagoricien récents » du Ve – IVe siècles av. J.-C..
Certaines de ses théories sont connues grâce à l’ouvrage Recherches sur les plantes de Théophraste. On y retrouve des conceptions le rapprochant d'Alcméon de Crotone dans un jeu d'opposition froid-stérile/chaud-fertile que celui-ci utilisait en zoologie. Il développe aussi une forme d'écologie avec une notion de « milieu » biologique.